# Fatimé Barka Segué
 (avril 2025).
Fatimé Barka Segué, née le 8 août 1998 à N'Djaména est une judokate tchadienne,  Elle est médaillée de Bronze dans la catégorie -52Kg lors des compétitions de judo des Jeux de la Francophonie de 2023 en RDC.